# Le Jeu du siècle
Le Jeu du siècle (万延元年のフットボール, Man'en gannen no futtobôru, littéralement "Football en l'an un de l'ère Man'En") est un roman de Kenzaburō Ōe, publié en 1967. L'histoire se déroule dans les années 1960 et raconte le retour de deux frères dans leur village natal sur l'île de Shikoku. Des retours dans le temps évoquent également des événements qui ont eu lieu dans le village en 1945 et en 1860, année correspondant à l'ère Man'en mentionnée dans le titre original. Le Jeu du siècle reçut le Prix Tanizaki l'année de sa publication. Sa version française parut en 1985.

## Résumé
L'histoire se déroule dans les années 1960. Mitsusaburô (la plupart du temps abrégé en Mitsu), le narrateur, vit à Tokyo, a vingt-sept ans et est borgne. Au début du roman, il médite sur deux événements récents qui l'ont plongé dans la dépression et la passivité : le suicide de son meilleur ami, et l'abandon de son bébé, qui s'est révélé être anormal, à un institut spécialisé. Abandon qui a fait sombrer sa femme, Natsuko, dans l'alcoolisme. 
C'est alors que lui parvient la nouvelle du retour de son frère cadet au Japon, Takashi (souvent abrégé en Taka), qui a voyagé quelque temps aux États-Unis. Ancien militant violent d'extrême-gauche opposé à la signature du traité de coopération entre les États-Unis et le Japon, Taka a tenté, sans succès, de se repentir par le biais de ce voyage. De retour au pays, il est décidé à commencer une nouvelle vie, en retournant pour cela dans leur village natal, situé dans un ravin isolé, dans les montagnes de Shikoku. Il propose à Mitsu et à Natsuko de l'accompagner, afin de les faire se ressaisir eux aussi.
Le retour de Taka dans le village de leurs ancêtres est aussi motivé par le souhait de découvrir la vérité à propos d'événements qui se sont déroulés un siècle plus tôt. En effet, en 1860, une révolte paysanne avait secoué la région, dirigée par un groupe de jeunes originaires du village. Ces jeunes avaient à leur tête l'arrière-grand-oncle de Mitsu et Taka, qui s'opposait à son frère, leur arrière-grand-père. Une fois au village, Mitsu et Taka se disputent pour savoir lequel de leur ancêtre avait raison : le rebelle ou le défenseur de l'ordre. Aux yeux de Mitsu, Taka idéalise le destin et la personnalité de son ancêtre rebelle ; Mitsu, lui, ne voit dans son arrière-grand-oncle qu'un lâche qui se serait enfui en sacrifiant ses compagnons d'armes, après l'échec de sa révolte ; il se sent intellectuellement plus proche de son arrière-grand-père, plus mesuré.
Les deux frères s'opposent aussi sur l'interprétation de la mort de leur frère aîné, tué à l'été 1945 dans un raid effectué par les jeunes du village dans le ghetto coréen accolé au village, où étaient regroupés les travailleurs forcés coréens. Là aussi, Taka idéalise la vie de ce frère, il l'imagine en héros se sacrifiant volontairement afin de protéger les autres, tandis que Mitsu ne le perçoit que comme un bouc émissaire, désigné comme tel par les jeunes du village en raison de sa faiblesse. Systématiquement, à la vision romantique des événements de Taka, Mitsu oppose son esprit critique.
Très vite, par identification à cet arrière-grand-oncle qu'il idolâtre, Taka ne se contente plus de discuter et décide de passer à l'action. À son tour, grâce à sa personnalité charismatique, il fédère autour de lui les jeunes du village et la femme de Mitsu, qu'il entraîne d'abord comme une équipe de football, avant de les pousser à se révolter contre le propriétaire du supermarché du village, un Coréen enrichi, ancien travailleur forcé qui habitait le ghetto à l'époque de la guerre. Le village entier se retrouve touché par cette épidémie de violence collective et le supermarché est pillé. Mitsu, fidèle à sa lucidité, refuse d'adhérer à ce qu'il estime être une folie collective et assiste impuissant aux événements. Dans le même temps, Taka révèle également à Mitsu le secret qui le hante depuis son adolescence : le suicide de leur sœur cadette est la conséquence de la relation incestueuse qu'il a entretenu avec elle pendant plusieurs mois.
Après le pillage, un événement précipite le destin de Takashi : celui-ci se retrouve accusé du viol et du meurtre d'une jeune fille du village. Persuadé d'être acculé et de finir sous peu lynché par les villageois, Taka se suicide. Quelques semaines plus tard, alors que le calme est revenu au village, la maison familiale est vendue au propriétaire du supermarché. Les travaux de démolition de celle-ci mettent au jour une cave secrète, située sous la maison. Mitsu découvre alors que, contrairement à ce qu'il pensait, l'arrière-grand-oncle, après l'échec de sa révolte, ne s'est pas enfui, mais a vécu caché dans cette cave, se condamnant de la sorte lui-même à méditer sur son échec jusqu'à la fin de ses jours. À la lumière de cette découverte, Mitsu revoit son jugement sur son arrière-grand-oncle et son frère, prenant conscience de la similitude réelle existant entre les destins de ces deux êtres. Mitsu et Natsuko quittent alors définitivement le village, espérant commencer ailleurs une nouvelle vie. 

## Thèmes abordés
Dans un essai intitulé L'Âge d'or du roman, l'essayiste et critique d'art Guy Scarpetta consacre un chapitre à l'analyse du Jeu du siècle, intitulé Une saison en enfer. Dans celui-ci, il évoque notamment la façon dont le roman aborde les thèmes du racisme ou du fascisme, à travers le personnage de Takashi, qui dirige des violences contre un Coréen et suscite un culte du chef autour de sa personne. Guy Scarpetta souligne le fait qu'aux yeux de Takashi, les effets concrets de la révolte qu'il organise comptent moins que le lien communautaire qu'elle permet de recréer. Il souhaite retrouver par celle-ci l'esprit des violences passées (la révolte de l'arrière-grand-oncle), perçues comme un mythe unificateur, et se méfie des intellectuels comme son frère qui n'adhèrent pas au groupe. Le roman peut donc se percevoir en partie comme l'analyse de la naissance d'un fascisme, "sans que jamais les personnages soient réduits à leurs idées, sans que jamais les situations perdent leur complexité ou leur ambiguïté, sans que jamais ce qui est figuré obéisse à une représentation préétablie, — c'est-à-dire sans jamais tomber dans le piège du "roman à thèse"...".
Guy Scarpetta évoque aussi l'effet d'"éternel retour" que provoquent chez le lecteur les multiples retours dans le temps présent dans le roman (correspondant aux souvenirs personnels de Mitsu ou à l'évocation de l'histoire du village). Les événements se déroulant dans le présent du roman trouvent en effet toutes sortes de résonances dans le passé : la révolte de Takashi semble reproduire la révolte de 1860 ; les deux frères donnent l'impression de réincarner l'arrière-grand-père et l'arrière-grand-oncle et de se trouver dans une situation identique à la leur ; le sacrifice du frère aîné lors de l'attaque du ghetto coréen en 1945 annonce le suicide expiatoire de Takashi à la fin du roman. Guy Scarpetta propose trois interprétations de ce phénomène de répétition, perçu par Mitsu lui-même dans le roman : d'abord, cette histoire qui se répète peut se percevoir comme l'effet de la fatalité, comme si une malédiction s'attachait à cette famille (à la façon des tragédies grecques). Il souligne également que ces répétitions sont en partie imaginées par les personnages, qui réinterprètent le passé à la lumière du présent pour justifier leur comportement. Enfin, il explique que l'on peut y voir la conséquence d'une "identification à distance", qui pousse Taka et Mitsu à rejouer plus ou moins consciemment l'histoire familiale du siècle dernier. Trois interprétations qui selon lui se complètent, "comme si Kenzaburō Ōe voulait suggérer que c'est dans l'inconscient même des personnages (cet inconscient qui, selon la célèbre formule freudienne, "ignore le temps") que s'originait une compulsion de répétition assez forte pour susciter les événements, — et reproduire ainsi les tragédies passées au lieu même où l'on s'imaginait les conjurer.".
L'écrivain Yvon Rivard, dans un court article, évoque lui l'affrontement entre la vision de Mitsu, "classique, critique et raisonnable" et celle de Taka, "romantique, irrationnelle et suicidaire" et la façon dont le roman dépasse finalement cette opposition. Yvon Rivard explique en effet que le lecteur peut être tenté de donner raison au comportement critique, raisonnable de Mitsu pendant la plus grande partie du roman. Mais le suicide de Taka et la révélation sur la révolte de 1860 à la fin permettent de dépasser le clivage raison/déraison. Selon lui, le lecteur prend alors conscience que "la folie de Taka n'a pas raison contre la sagesse de Mitsu, mais elle oblige ce dernier à reconnaître que certains êtres ne peuvent trouver leur unité que dans la mort, qu'ils ne peuvent venir à bout de leur enfer qu'en s'y enfonçant. Quant à ceux "qui n'ont pas voulu laisser naître en eux-mêmes ce quelque chose qui exigerait un saut discontinu", il ne leur reste plus qu'à espérer que le sacrifice de leur double leur permette de "survivre en paix dans une vie réelle, opaque, incertaine, ambigüe". Autrement dit, ceux qui n'ont pu ou voulu faire le saut devront vivre et mourir plus longtemps. Et cela, survivre à sa propre folie, exige aussi une certaine forme de courage. [...] Dès lors s'estompent les frontières artificielles entre raison et déraison et s'inversent les rôles habituellement attribués à l'une et à l'autre. L'aveugle n'est pas toujours celui qu'on pense.".

## Citations
"Tout en imitant un homme qui dort, je me lève et marche, d'un pas traînant, dans l'obscurité. Les yeux fermés, je heurte différentes parties de mon corps aux portes, aux murs, aux meubles et chaque fois, je pousse des grognements plaintifs. Pourtant, mon œil droit est privé de vue même en plein jour. Quand comprendrai-je ce que recèlent les circonstances qui en ont voulu ainsi ? C'était un accident dégoûtant, absurde. Un matin, alors que je marchais dans la rue, une bande d'écoliers excités m'a lancé des pierres. Frappé à l’œil, je suis tombé sur le pavé, sans rien comprendre à ce qui m'arrivait. Mon œil droit était crevé dans le sens de la longueur, cornée et iris, et avait perdu la vue. Jusqu'à aujourd'hui, le vrai sens de cet accident ne m'a jamais été donné. Et j'ai, en outre, peur de le comprendre. Si vous avancez, en vous recouvrant l’œil droit de la main, vous constaterez que vous attend un grand nombre d'obstacles aux aguets, à votre droite. Et vous vous cognerez soudain. Vous vous heurterez à plusieurs reprises la tête, le visage. Ainsi, la moitié droite de ma tête n'est jamais indemne de cicatrices et je suis laid. Je me rappelais souvent, même avant l'accident, que ma mère avait parlé, une fois, de l'allure que je prendrais, adulte, en comparaison de mon frère, qui serait beau garçon, et peu à peu, la laideur me devenait une évidence. Cet œil infirme accentuait chaque jour davantage cette criante laideur. La laideur a une tendance naturelle à se tapir dans l'ombre. Mais l’œil perdu l'entraîne de force vers le jour. Cependant, j'ai attribué un autre rôle à cet œil sans lumière. J'ai comparé cet œil privé de fonction à un œil qui s'ouvre sur les ténèbres intérieures au cerveau. Il voit toujours ces ténèbres emplies de sang, plus chaudes que ma température ordinaire. J'ai ainsi engagé un garde forestier dans ma nuit intérieure pour m'imposer l'exercice de m'observer moi-même."
"Tu veux que je te dise la vérité ? demanda-t-il d'une voix probablement pareille à celle qu'il avait prise pour s'adresser à mon ami à New York. C'est un vers écrit par un jeune poète. À cette époque, je l'avais toujours sur le bord des lèvres. Je pensais alors à une vérité absolue qui, une fois dite, ne laisserait à celui qui l'aurait prononcée d'autre issue que d'être tué, de se tuer, de sombrer dans la folie ou de devenir un monstre inhumain. La vérité dont je parle aurait les mêmes conséquences que de porter en poche une bombe dont la fusée-détonateur serait irrévocablement enclenchée. Crois-tu qu'un homme ait le courage d'énoncer aux autres une telle vérité ?"
"La constance de la vie de cet homme, telle qu'elle m'a été révélée, a un tel pouvoir de rayonnement que le suicide de mon frère qui vivait dans l'espoir d'imiter cet homme me paraît maintenant posséder une autre tonalité, comme l'issue dramatique d'une aventure, où il m'avait exposé la totalité de sa vérité à moi qui devais lui survivre. C'est ainsi que je dois reconnaître l'effondrement du jugement fragile que j'avais porté sur Takashi. Dans la mesure où l'image du frère de notre arrière-grand-père que je ne manquais pas de tourner en dérision quand Takashi s'y référait n'était plus un fantasme, Takashi a maintenant un net avantage sur moi. Je vois au fond de l'obscurité où siffle le vent les yeux d'un chat mourant que nous avions depuis notre mariage jusqu'au jour où nous avons su que Natsuko était enceinte : ce jour-là, il avait été écrasé et l'on entrevoyait entre ses pattes quelque chose comme une main à la peau rouge. Ses yeux aux iris jaunes et étincelants comme des chrysanthèmes étaient ceux d'un vieux et sage matou. Alors même que la douleur pénétrait son petit cerveau, ils étaient calmes et indifférents. Ses yeux de chat faisaient un bien propre de sa douleur et lui refusaient toute existence devant les autres. Non seulement je me refusais à comprendre cet homme qui avec de tels yeux supportait son enfer intérieur, mais j'étais tout le temps hostile à l'effort que Takashi avait fait pour trouver une nouvelle issue, sans cesser d'être un tel homme. J'ai refusé mon aide à mon frère qui, avant même de mourir, la quémandait dans la détresse. Et c'est seul que Takashi a dû surmonter son enfer. Les yeux de chat que je contemple dans l'obscurité se sont confondus avec ceux de Takashi, avec les yeux, rouges comme des prunes, de ma femme, et tout cela se disposait dans un cercle distinct s'inscrivant avec certitude dans le champ de mon expérience. Ce cercle ne cessera de s'accroître dans le temps qui sera alloué à ma vie et bientôt cent yeux formeront en cercle une constellation qui brillera dans ma nuit intérieure. À leur lumière, éprouvant douleur et honte, je survivrai, tâtonnant dans ce monde extérieur et ténébreux et équivoque, avec mon seul œil, timoré comme un rat... [...] Par comparaison avec la certitude que ceux qui ont surmonté leur enfer ont acquise d'eux-mêmes, je devrais survivre, sans volonté positive, dans des jours de désolation, d'ambiguïté, d'incertitude."